# Zentraler Omnibusbahnhof Berlin
Der Zentrale Omnibusbahnhof (kurz: ZOB Berlin) am Funkturm befindet sich im Berliner Ortsteil Westend des Bezirks Charlottenburg-Wilmersdorf. Er entstand auf Initiative von Gustav Severin (Gründer des Verbandes Berliner Omnibusunternehmer) und wurde im Mai 1966 in Betrieb genommen. Er ersetzte den seit 1951 am Stuttgarter Platz befindlichen Busbahnhof für den Busverkehr nach Westdeutschland. Der ZOB Berlin wird seit dem Jahr 1999 im Auftrag des Landes Berlin durch die Berliner Verkehrsbetriebe (BVG) -AöR- und ab dem Jahr 2001 von dem eigens hierfür gegründeten hundertprozentigen Tochterunternehmen IOB Internationale Omnibusbahnhof-Betreibergesellschaft mbH (IOB mbH) betrieben.
Der Busbahnhof dient ausschließlich dem Omnibus-Fernreiseverkehr. Insgesamt 35 Halteplätze stehen Omnibusunternehmen im Linien- und Gelegenheitsverkehr zur Verfügung. Der ZOB Berlin ist ein wichtiger Punkt des innerdeutschen- und internationalen Fernbusverkehrs.

## Lage

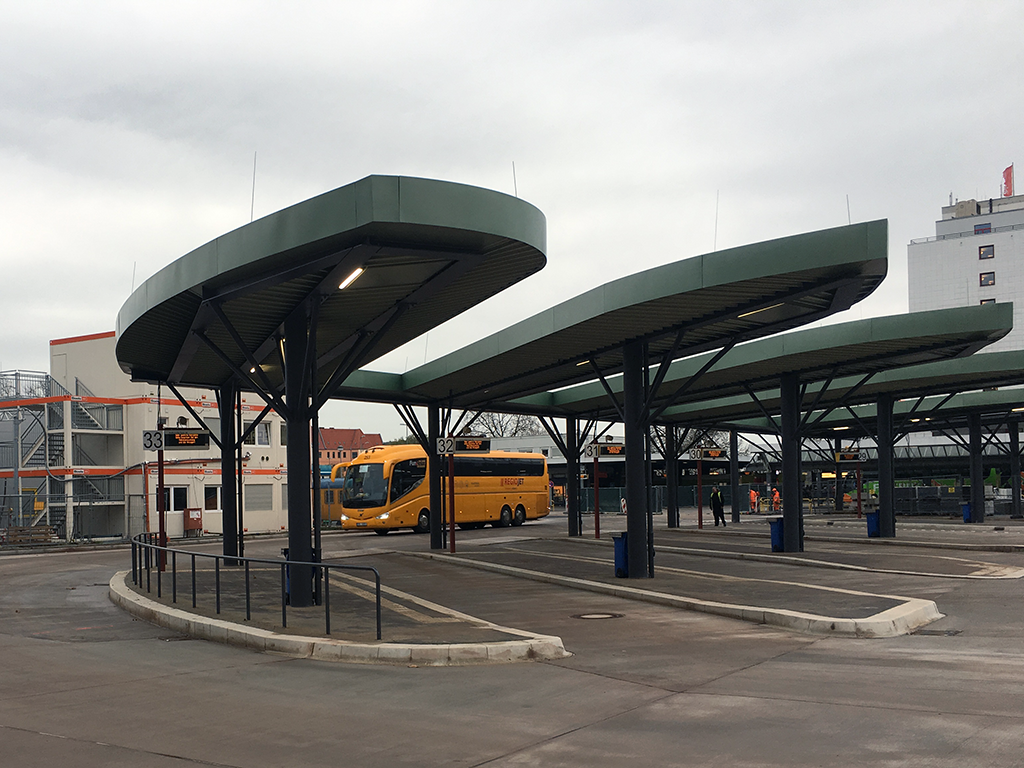
Busbahnhof in Berlin-Westend

Der Busbahnhof liegt am westlichen Rand der City West auf einem Eckgrundstück zwischen der Masurenallee 4–6, und dem Messedamm 8 unmittelbar an der Berliner Ringbahn und der hier parallel verlaufenden Stadtautobahn in direkter Nachbarschaft zum Messegelände. Der S-Bahnhof Messe Nord/ZOB auf der Ringbahn (Linien S41/S42, S46) und der U-Bahnhof Kaiserdamm der U-Bahn-Linie U2 liegen rund 300 bzw. 350 Meter entfernt. Eine direkte Anbindung des Busbahnhofs besteht nur über einige Omnibuslinien der Berliner Verkehrsbetriebe (BVG). Die Verbindung in die Innenstadt erfolgt über die U-Bahn-Linie U2, deren Bahnhof sich zwei Gebäudeblocks weiter nördlich am Kaiserdamm befindet; die Fahrzeit von dort bis zum Bahnhof Zoo beträgt acht Minuten, zum Alexanderplatz 28 Minuten.
Für Busreiseunternehmen attraktiv ist die unmittelbare Nähe zur Stadtautobahn und zur AVUS (A 115). Damit entfällt die – in anderen Großstädten oft übliche – stauanfällige und damit zeitraubende Fahrt durch die Innenstadt.

## Betrieb
Betrieben wird der ZOB am Funkturm seit 2001 durch die Internationale Omnibusbahnhof Betreibergesellschaft (IOB), einer 100%igen Tochter der BVG.
Während des derzeitigen Umbaus gibt es Ticketcontainer verschiedener Fernbusunternehmen wie z. B. Flixbus und Eurolines am ZOB. Die Vermarktung der Gebäude obliegt dabei der IOB.

## Nutzung
Im Jahr 2012 verzeichnete der ZOB Berlin rund 64.000 An- und Abfahrten mit mehr als 3,2 Millionen Fahrgästen und Besuchern, im darauffolgenden Jahr stieg die Zahl auf 99.870. 2014 waren es rund 175.000 An- und Abfahrten und knapp neun Millionen abgefertigte Passagiere. 2015 stieg die Anzahl auf 208.000 Abfertigungen, im Folgejahr auf 214.000. Im Zuge der Marktkonsolidierung sank jedoch die Zahl der Abfahrten im Jahr 2017 auf 166.000, die Anzahl der Fahrgäste blieb mit rund sechs Millionen nahezu unverändert. Für 2019 wird ein Korridor zwischen 230.000 und 344.000 An- und Abfahrten erwartet.
Nach Angaben der IOB nutzen 55 Busunternehmen regelmäßig den ZOB, weitere zehn Unternehmen fahren ihn im Gelegenheitsverkehr an. Deren Linien verbinden Berlin von hier aus mit vielen Teilen Europas. Durch die geografische Lage Berlins spielt der ZOB Berlin eine besondere Rolle als Tor nach Osteuropa. Die Bedeutung des ZOB für die deutsche Bundeshauptstadt wird unter anderem durch die Nähe zum Messegelände unterstrichen. So wird der ZOB besonders stark zu den großen Veranstaltungen, wie beispielsweise der Grünen Woche (IGW), der Tourismusbörse (ITB) oder der Funkausstellung (IFA) genutzt.

## Kunst am Bau
In Verbindung mit dem Umbau und der Kapazitätserweiterung des ZOB lobte die Senatsverwaltung für Kultur und Europa gemeinsam mit der Senatsverwaltung für Umwelt, Verkehr und Klimaschutz sowie der IOB mbH und der BVG einen berlinweit nichtoffenen, einphasigen Kunstwettbewerb für bis zu zehn eingeladene Teilnehmer aus.
Aufgabe war es, „einen eigenständigen künstlerischen Entwurf speziell für den ZOB zu entwickeln“. Aufgabe der Kunst am Bau war die Stärkung der „Willkommenskultur“ sowie die Setzung eines Beitrags zur Begrüßung aller Fahrgäste.
Am 20. Januar 2022 tagte das Preisgericht und beschloss einstimmig, den Entwurf „Knotenpunkt“ zur Realisierung zu empfehlen. Der Entwurf stammt von dem Künstler Michael Sailstorfer unter Mitarbeit von Charlotte Spichalsky und Claire Rose. Für die Realisierung der Kunst stehen bis zu 203.000 Euro zur Verfügung.

## Grundinstandsetzung und Kapazitätserweiterung
Derzeit erfolgt eine Grundinstandsetzung und Kapazitätserweiterung. Hierbei sollen durch einen Komplettumbau der Verkehrsanlage und Einbeziehung des bisherigen Busparkplatzes zukünftig alle Bushaltestellen unabhängig voneinander angefahren werden können, weiterhin solle deren Anzahl auf 37 steigen. Zudem ist eine Grundinstandsetzung der Gebäude einschließlich energetischer Sanierung sowie eine Erweiterung der Wartehalle in Haus A vorgesehen. Die Baumaßnahmen sollten im Juni 2016 beginnen und voraussichtlich drei Jahre dauern. Zunächst (Stand: 2013) waren 3,7 Millionen Euro hierfür veranschlagt, hinzu sollten fünf Millionen Euro für die Sanierung der Wartehalle, der Leitstelle und des Toilettenhäuschens kommen. Im Jahr 2016 wurde aus bautechnischen Gründen entschieden, stattdessen zwei Gebäude abzureißen und komplett neu zu errichten. Die Wartehalle soll als zweigeschossiges Terminal mit Glasfassade neu entstehen und dann 280 Plätze (zuvor 76) sowie gastronomische Angebote bieten. In der Folge ging man von Kosten in Höhe von 14 Millionen Euro aus. Zwischenzeitlich stiegen die veranschlagten Kosten weiter, zunächst im März 2018 auf 30 Millionen Euro und im Mai 2018 nach Presseberichten auf 37,7 Millionen Euro. Im Dezember 2020 wurde eine weitere Kostensteigerung auf nun rund 40 Millionen Euro bekannt.
Während Busse derzeit an 27 Haltestellen abgefertigt werden, erhöht sich deren Anzahl durch den Umbau auf 33. Gleichzeitig soll sich durch einen Umbau der Aufstellfläche die durchschnittliche Abfertigungsdauer auf 15 Minuten halbieren.
Am 21. November 2017 konnten – als Abschluss der ersten Umbauphase – die ersten zehn erneuerten Haltestellenbuchten in Betrieb genommen werden.
Die Wartehalle wurde Ende Januar 2021 abgerissen, um hier bis 2022 einen neuen zentralen Eingangsbereich zu errichten.
Der erste Teil des neuen Empfangsgebäudes wurde am 22. März 2024 eröffnet.
Der bis zum Beginn des Umbaus vorhandene Busparkplatz auf dem Gelände des ZOB wurde ersatzlos gestrichen.

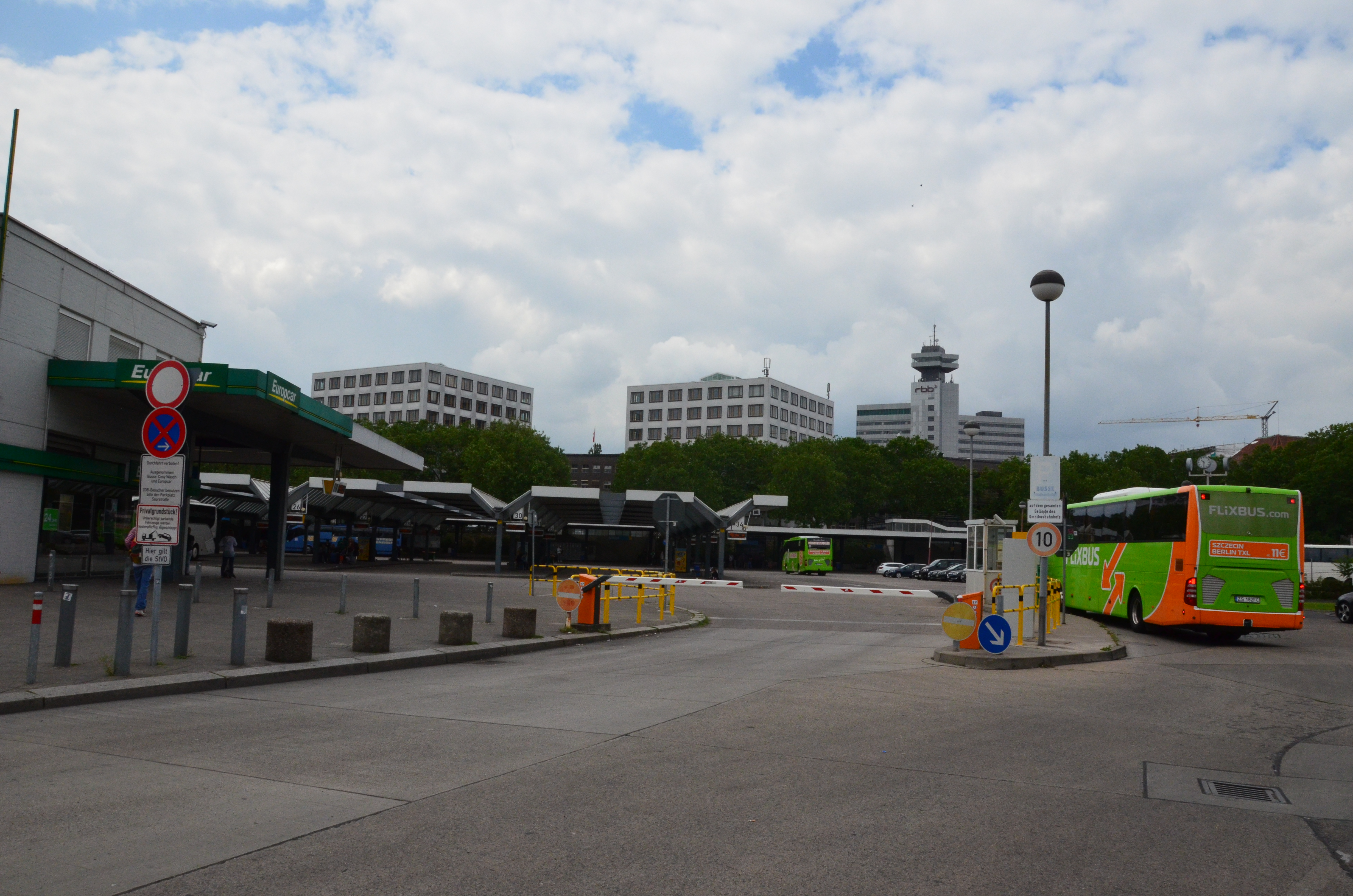
Eingang zum Busbahnhof
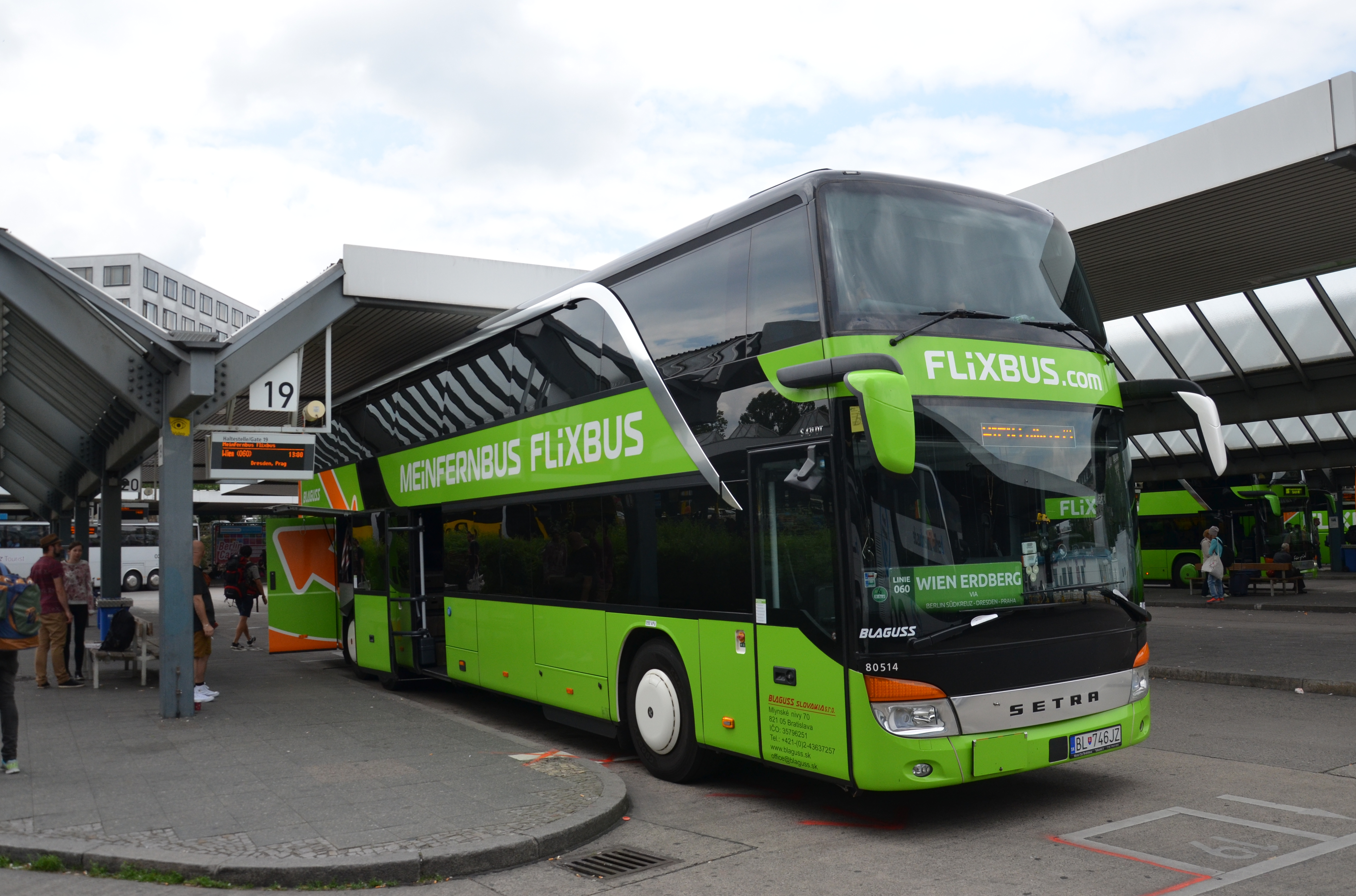
FlixBus an Haltestelle 19
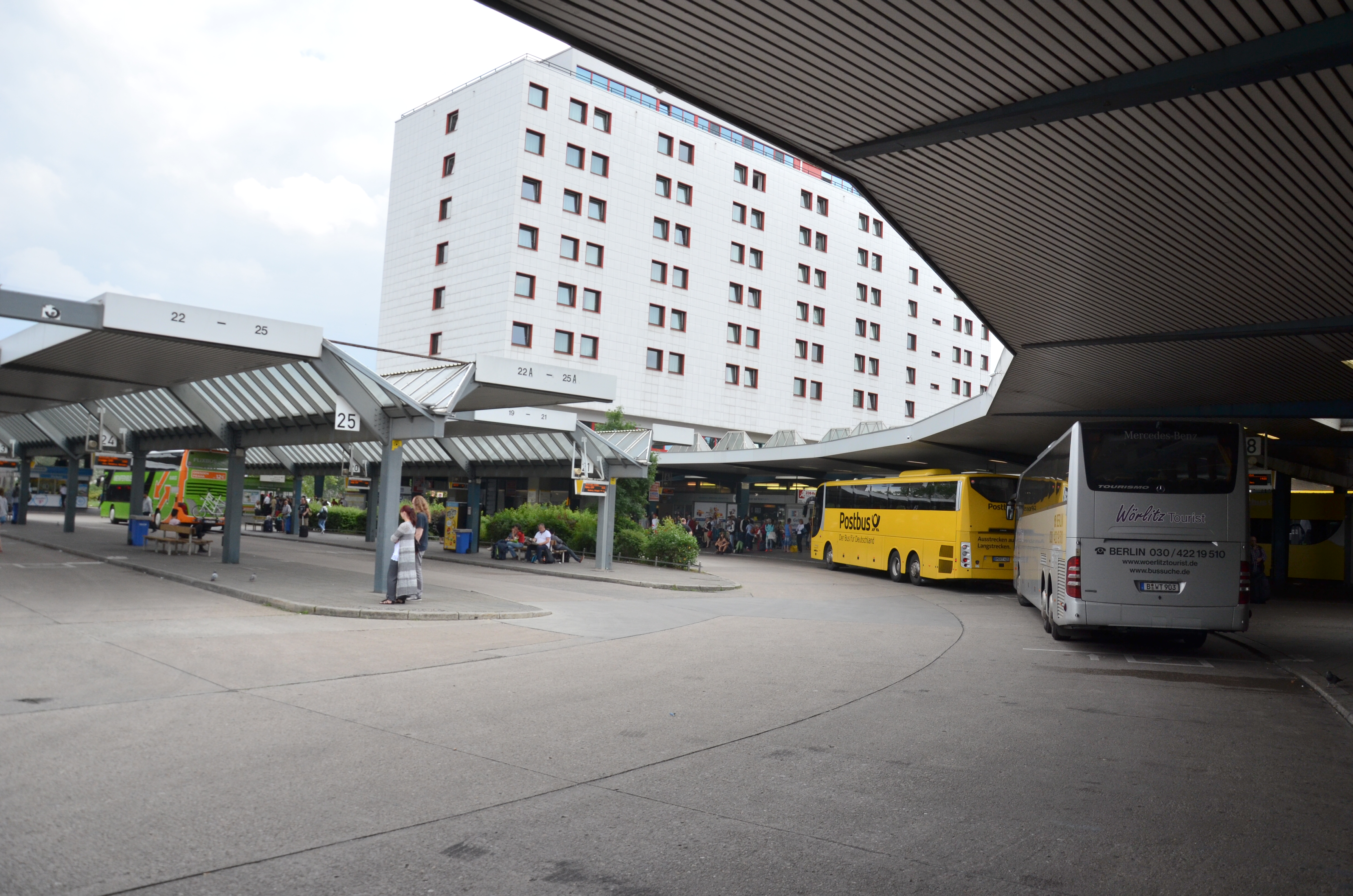
Haltestellenansicht 6–25
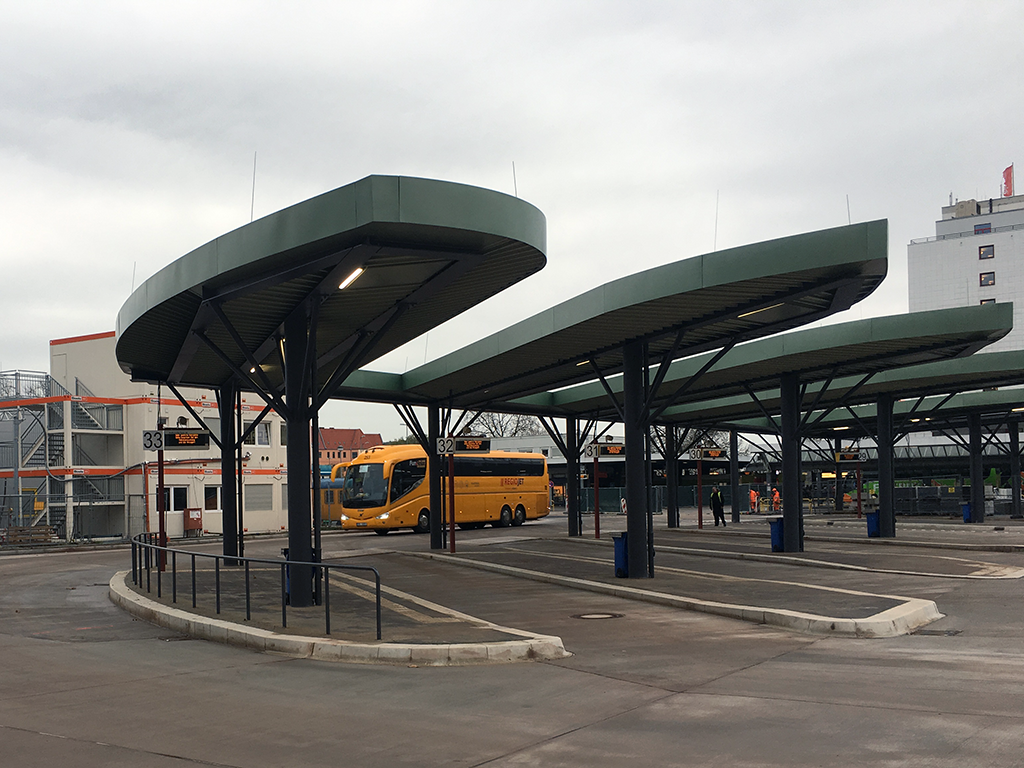
Neuer Haltestellenbereich 29–33 auf dem ehemaligen Busparkplatz